# Eugen Lovinescu
Eugen Lovinescu (Fălticeni, 1881. október 31. – Bukarest, 1943. július 16.) román irodalomkritikus, irodalomtörténész, író, a modern román irodalomkritika megteremtője, a Román Akadémia posztumusz tagja.
Monica Lovinescu kritikus apja, Anton Holban író, Horia Lovinescu drámaíró és Vasile Lovinescu ezoterikus író nagybátyja.

## Élete
Elemi iskoláit szülővárosában, a középiskolát szülővárosában (1892–1896) és Jászvásáron (1896-1899) végezte. Érettségi után a jászvásári egyetemre iratkozott be, de néhány hét után otthagyta az intézményt, és a Bukaresti Egyetemen tanult klasszikus nyelveket. Tanárai között voltak Titu Maiorescu, Nicolae Iorga, Ovid Densusianu és Dumitru Evolceanu. 1903-ban szerzett diplomát, majd 1904 és 1906 között a ploiești-i gimnáziumban latint tanított. Tárcái az Epoca című lapban jelentek meg, ezeket 1906-ban Pași pe nisip címmel kötetben is kiadták.
1906 és 1909 között Párizsban élt, és doktori értekezését írta Jean-Jacques Weiss et son oeuvre litteraire címmel. Közben a Convorbiri critice, Convorbiri literare és Viața Românească közreműködője volt. 1909-ben avatták doktorrá. 1910-ben tért vissza Romániába, ahol több bukaresti gimnáziumban tanított, 1911-1912-ben Jászvásáron volt helyettes tanár, 1913-ban Pompiliu Eliadét helyettesítve a bukaresti egyetemen a romantikáról tartott kurzust. Az első világháború idején politikai jellegű cikkeket írt a Românul, Naționalul, Flacăra és Lectura pentru toți című lapokba.
1919-től az ő kezdeményezésére és vezetésével jelent meg a Sburătorul című irodalmi-művészeti folyóirat, amely új irányt szabott a két világháború közötti román irodalomnak. Ezzel párhuzamosan Lovinescu lakásán a kritikus haláláig működött az azonos nevű irodalmi kör. 1924 és 1926 között jelent meg háromkötetes Istoria civilizației române moderne [A modern román civilizáció története] című munkája, amely nagy vitákat váltott ki. Ezt követte az 1926 és 1929 között kiadott hatkötetes Istoria literaturii române contemporane [A kortárs román irodalom története]. Számos modernista költő és író (például Ion Barbu, Camil Petrescu, Ilarie Voronca indulását támogatta.
Többszöri próbálkozása ellenére sem sikerült egyetemi oktatói állást találnia. 1936-ban elutasították felvételét a Román Akadémiára (Nicolae Iorga szerint becsmérelte Mihai Eminescu örökségét). Irina Livezeanu szerint pályájának kettétörését a nacionalizmustól való távolságtartása okozta. 1938-ban nyugdíjba vonult; 1943-ban hunyt el. A fălticeni-i Sfinții Voievozi-Grădini templom temetőjében, a családi kriptában nyugszik.

## Munkássága
Több mint hatvan irodalomkritikai, irodalomtörténeti, prózai, illetve műfordítási kötete jelent meg. Monográfiát írt Grigore Alexandrescuról (1910), Costache Negruzziról (1913), Gheorghe Asachiról (1921). Több regényt írt, ezek közül kettő Mihai Eminescuról szól (Mite, 1934; Bălăuca, 1935), írt novellákat, jeleneteket, színdarabokat. Fordított Homérosz, Tacitus és Vergilius műveiből.
Szinkronizmusnak nevezett elmélete szerint a fejlett Nyugathoz való (szükséges) csatlakozás két lépésben történik: előbb egy utánzás, illetve formális igazodás történik, ezt követi az átvétel és beépítés, ezáltal a szinkron kialakulása.
A modernizmus fő szószólójaként elutasította a Sămănătorul csoportjának a falusi témák iránti hajlandóságát, és a városi témájú regények mellett állt ki. A Sburătorul az írók új generációjának műveit jelentette meg, a realistáktól a szimbolistákig és a korai avantgárdig.

## Művei